# Звоначка бања
Звоначка бања је бања у Србији у општини Бабушница у Пиротском округу, 2,2 километара удаљена од насеља Звонце.
Насеље је удаљено 28,5 км од Бабушнице а 35,4 км од Пирота. Насеље се налази на путу: Бабушница-Звонце-Звоначка бања-Манастир Поганово-Суково-Бело поље (Пут Пирот-Димитровград).

## Геолошке карактеристике Звоначке бање
Позната из давне прошлости и добро посећена између два светска рата, Звоначка бања изворима лековите воде, надморском висином од 630 m и пријатном субпланинском климом, више пута је била предмет интересовања научника и практичара. Научници су до детаља истраживали природу, а практичари градили објекте за бањско лечење.
Из 1956. године потиче и данас актуелна студија Косте Петковића (1903-1987) и Николе Милојевића, коју је под насловом Геолошки састав и тектонски склоп околине Звоначке бање са нарочитим обзиром на појаву термалних извора објавила Научна књига из Београда. Од интереса је и књига Љиљане Петковић Звоначка бања са туристичко-географског аспекта, коју је 2001. године објавила Народна библиотека из Бабушнице. О Звоначкој бањи у више чланака податке су оставили и данас активни геолози и географи.
Ова бања, недовољно афирмисана, смештена је на крајњем истоку Србије, недалеко од границе према Бугарској. Од Димитровграда је удаљена 30 km, од Бабушнице 31 km и Пирота 39 km. Развила се на наслагама бигра који је исталожен из бањске термоминералне воде богате калцијум-карбонатом. Изнад бање, која је на стрмој долинској страни потока Блаташнице, притоке Јерме, диже се 1.071 m висок кречњачки врх Стажа, а наспрам ње 1.032 m високо Асеново кале, изграђено од масивних титонских кречњака.

## Хидролошке карактеристике
Тектонски склоп и геолошки састав терена одређују основне облике термоминералне воде. Закључено је да највећи део воде падавина понире кроз пукотине кречњачке масе, хемијски и механички их проширује и продубљује. Како су кречњаци загађени водонепропустивим седиментима, вода се појављује на топографску површину у виду врела раселинског типа. С обзиром на температуру воде од 28 °C, претпоставља се да долази до дубине 500-600 m. Лековита вода избија из пукотина виших од бигрене баријере. Извор је каптиран за купатило, чесму испред купатила, чесму са бочне стране купатила, потребе хотела „Мир” и базена на отвореном простору. Температура воде је 28,5 °C, а издашност 9l/s.
Звоначка бања се помиње у књизи Лековите воде и климатска места у Краљевини Срба, Хрвата и Словенаца из 1922. године, али нема података о хемијском саставу воде. Из 1939. године потичу подаци о радиоактивности бањске воде, која износи 6,55 Махових јединица, те се сврстава у радиоактивне хипотерме. Године 1955. утврђена је знатно мања радиоактивност (0,199 Махових јединица). Године 1976. утврђено је да радиоактивност воде која потиче о урана износи 1,80 Bq/l, радона 1,80 Bq/l и радијума 3,632 Bq/l. Др Слободан Станковић је 1992. године утврдила да у узроцима воде и бигра из Звоначке бање укупна гама активност радионуклида, емитера гама зрачења, износи 0,90 Bq/l, од тога радиоцезијум износи 0,16 Bq/l, што је на ниво осетљивости инструмената.
За разлику од радиолошких, хемијске анализе воде рађене су више пута. Анализа из 1955. године указује на 12 састојака са констатацијом да је вода индиферентна хипотерма. Године 1976. извршена је анализа са 51 показатељем и истицањем лековитих компонената које шине микроелементи- калијум, литијум, рубидијум, баријум, бакар, јод, флуор, фосфор, манган и стронцијум. Војислав Вујановић и Милорад Теофиловић закључују да је реч о води ниске минерализације и ниских садржаја већине елемената, са изузетком азота, кисеоника, калцијума, хидрокарбоната и силицијум-диоксида, те је у погледу настанка означавају инфилтрационом с претпоставком да садржи мању количину јувенилне воде која је карактеристична за андезитски вулканизам источне Србије.
Наведеном анализом, коју су обавили стручњаци Института за физикалну медицину и рехабилитацију Др Властимир Годић из Београда јуна 1983. године, вода је сврстана у олигоминералне слабо сулфатне хипотерме са реакцијом ph 7,9, температуром 27,3 °C, сувим остатком на температури од 180 °C, 0,2456 g/l, специфичном тежином 1,000182, без слободног угљен-диоксида, са слободним водоник-сулфатом, без катјона амонијума и без анјона бромида и јодида. Термоминерална вода Звоначке бање одликује се гасним саставом у коме се више од 80% преовлађује азот. Кисеоник је заступљен са 17%, угљен-диоксид и други гасови са 3%. Извор лековите воде је карстног типа и припада рејону Карпато-балканида.

## Хемијски састав воде
| Катјони     | Грама    | Милимола | Минивала | Минивала у % |
| ----------- | -------- | -------- | -------- | ------------ |
| Натријума   | 0,0076   | 0,3304   | 0,3304   | 6,15         |
| Калијума    | 0,0011   | 0,0282   | 0,0282   | 0,52         |
| Литијума    | 0,000041 | 0,0012   | 0,0014   | 0,03         |
| Калцијума   | 0,07655  | 1,9138   | 3,8276   | 71,28        |
| Магнезијума | 0,01407  | 0,5863   | 1,1726   | 21,84        |
| Стронцијума | 0,00038  | 0,0043   | 0,0086   | 0,15         |
| Мангана     | 0,0001   | 0,000018 | 0,00036  | 0,01         |

| Анјони         | Грама   | Милимола | Миливала | Миливала у % |
| -------------- | ------- | -------- | -------- | ------------ |
| Хидрокарбоната | 0,2550  | 4,1903   | 4,1803   | 77,81        |
| Хлорида        | 0,045   | 0,1268   | 0,1268   | 2,36         |
| Флуорида       | 0,00016 | 0,0084   | 0,0084   | 0,16         |
| Нитрата        | 0,0011  | 0,0177   | 0,0177   | 0,33         |
| Фосфата        | 0,00036 | 0,0038   | 0,0076   | 0,14         |
| Сулфата        | 0,0495  | 0,5156   | 1,0312   | 19,20        |

## Историјат Звоначке бање
Термоминералне воде Звоначке бање биле су познате Римљанима за време њихове владавине овим делом наше земље. За време грађевинских радова 1903. и 1926. године откривени су остаци басена, подна керамика, једна спомен плоча, метални новац и остаци једног храма. Уређење бање у вези је са развијеним рударством у околини, што је чест случај у Србији. Током средњег века Звоначка бања је служила локалном становништву. Има података о постојању жупе Звонце, али нема довољно доказа да се закључи да је њено средиште било у бањи.
У близини бање су два манастира. Први је Свети Јован Богослов (Поганово), подигнут 1395, а други Света Богородица (Суково), подигнут 1859. године. Близина бања и манастира је потврђена на више локација у Србији. Материјалних трагова из време владавине Турака овде нема. Бања се после година стагнације, почиње обнављати између 1903. и 1926. године. Најпре је очишћен терен, откривени су остаци римских грађевина, изграђен је резервоар за воду, направљен цевовод од резервоара до базена и сазидана једна зграда. Након тога, до Другог светског рата, после пуштања у промет рударске пруге Суково-Звонце (рудник каменог угља Јерма), 1929. године изграђена је вила Ветрен са осам соба. После Другог светског рата уређују се прилазни путеви из правца Димитровграда, Пирота и Бабушнице, сређује бањски парк, опремају купатила, гради базен на отвореном простору и зида хотел „Мир” са 140 лежаја и одговарајућим садржајима за бањско лечење.
Тектонски склоп, геолошка грађа и морфолошка еволуција околине Звоначке бање добро су проучени захваљујући некадашњем руднику каменог угља Јерма. Непосредно окружење бање изграђено је од седиментних стена. Доминирају танки слојеви црних шкриљаца са богатом фосилном фауном. Има и кварцних пешчара са прослојцима каменог угља и тврдих глиновитих шкриљаца. Јављају се и црвени пешчари и масивни кречњаци. За појаву термоминералне воде значајни су дубоки раседи, који су издужени и хоризонтални. Међу раседина је посебно изражен онај у долини Блаташнице на профилу Асеново-кале-Звоначка бања-село Одоровци.

## Посећеност и лечење
Балнеотерапијским и климатотерапијским поступцима у Звоначкој бањи се лечи неуралгија, неурастенија, прихонеуроза, вегетативне неурозе, запаљенски, дегенеративни и ванзглобни реуматизам, климатеришне тегобе, повишени крвни притисак и поремећај периферне циркулације крви.
Пре Другог светског рата током године Звоначку бању је посећивало 500-1.000 болесника. Године 1950. било их је 720, а 1962. тачно 2.892. После изградње хотела „Мир” и увођења сталне медицинске службе, појединих година овде је било до 5.000 посетилаца и 20.000 ноћења. Значајан је био велики број излетника из околних места, који су за време лета долазили ради купања у базену на отвореном простору, који је пуњен топлом лековитом водом. Туристички привлачна котлина посебно клисураста долина реке Јерме, као и познати манастири могу се користити за обогаћивање садржаја туристичког боравка у Звоначкој бањи.

## Галерија
- Врх Асеново кале издиже се над Звоначком бањом.
- Кањон „Цедиљка” је природна атракција недалеко од Звоначке бање. Усекла га је река Блатасница.
- Кањон „Цедиљка” је природна атракција недалеко од Звоначке бање. Усекла га је река Блатасница.
- Речно корито Блатаснице или Звоначке реке у кањону „Цедиљка”.
- Речно корито Блатаснице испред кањона „Цедиљке”.

## Галерија 2024.године
- Тунел према Звонцу
- Поглед према Асановом калеу, излаз према Звонцу
- Улаз из правца Звонца
- Пут према хотелу
- Зграда
- Викендице
- Излаз према Трнским Одоровцима